# Matsyendra

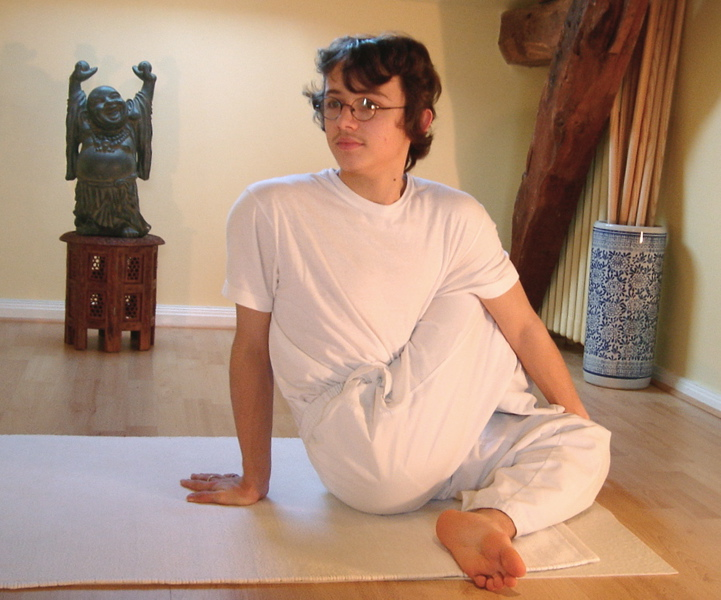
Posizione Ardha Matsyendrasana, derivante dal maestro Matsyendra

Matsyendra o Matsyendranath (Bengala, X secolo c.a.) è un maestro yoga, considerato il fondatore dell'Hatha Yoga, insieme al suo celebre allievo Goraksha. Il suo nome ricorda anche il significato "signore dei pesci", in quanto "matsya" significa "pesce" e "indra" significa "signore". La posizione di torsione Matsyendrasana è la posizione di Matsyendra.

## Leggenda

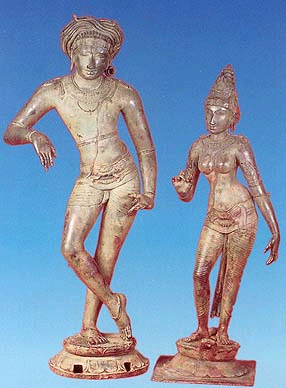
Statue di bronzo raffiguranti Shiva e Parvati, XII secolo.

Nonostante Matsyendra sia un personaggio reale, le gesta della sua vita si sono tramandate mediante alcune leggende, tra le quali la più nota narra che egli, da bambino, fu gettato nell'oceano indiano a causa della sua nascita in corrispondenza di congiunture astrali infauste. Venne così ingoiato da un pesce gigante, all'interno del quale sopravvisse e dove restò lungamente apprendendo lo yoga udendo per caso gli insegnamenti di Shiva alla consorte Parvati, che risiedevano in fondo all'oceano. Dopo 12 anni, Matsyendra uscì dalla pancia del pesce come un maestro illuminato.
Un'altra versione della leggenda, si basa sulla creazione di Matsyendra direttamente da Shiva modellando in forma umana i cinque elementi: acqua, cielo, terra, aria e fuoco. In questo modo, Matsyendra rappresenta la purezza estrema. Successivamente alla creazione, Shiva gli donò la saggezza, la conoscenza e la filosofia.